# Lunds domkyrkodistrikt
Lunds domkyrkodistrikt är ett distrikt i Lunds kommun och Skåne län. Det omfattar centrala Lund.

## Tidigare administrativ tillhörighet
Distriktet inrättades 2016 och utgörs av en del av området som före 1971 utgjorde Lunds stad.
Området motsvarar den omfattning Lunds domkyrkoförsamling hade vid årsskiftet 1999/2000 och fick 1992.